# ケーニヒスブルン
ケーニヒスブルン (ドイツ語: Königsbrunn, ドイツ語発音: [køːnɪçsˈbrʊn] ( 音声ファイル)) は、ドイツ連邦共和国バイエルン州シュヴァーベン行政管区のアウクスブルク郡に属す市である。本市は同郡で最も人口の多い街である。

## 地理

### 位置
ケーニヒスブルンは、バイエルン州シュヴァーベン行政管区の東部に位置し、南東はオーバーバイエルン行政管区と境を接している。市域は、アウクスブルクの南、レヒ川とヴェルタハ川との間の礫に覆われた平地であるレヒフェルトに位置する。ケーニヒスブルンは、北は旧ハウンシュテッテン市（1972年以降はアウクスブルクの市区となっている）と境を接する。

### 市の構成
本市は、ゲマルクング・ケーニヒスブルン（行政/統計上の管区）、ゲマインデタイル・ケーニヒスブルン（地理上の地区）のみで構成されている。
公式地図には、東の市境付近にフォーレンホーフ住宅地が描かれている。レヒアウミューレは、東に境を接するアイヒャッハ＝フリートベルク郡のシュミーヒェンの町域に含まれる。

## 歴史
ケーニヒスブルンは、バイエルンで最も新しい入植地の1つである。1833年に、いわゆるホーホシュティフツ街道沿いに泉が造られ、1836年にケーニヒスブルンで最初の入植者たちが当時のボービンゲン農場にあったこの王の泉 (ドイツ語: Königsbrunnen) 近くに家を建てた。入植者たちの要請によりケーニヒスブルンは1842年1月7日に独立した自治体となり、1967年に市に昇格した。

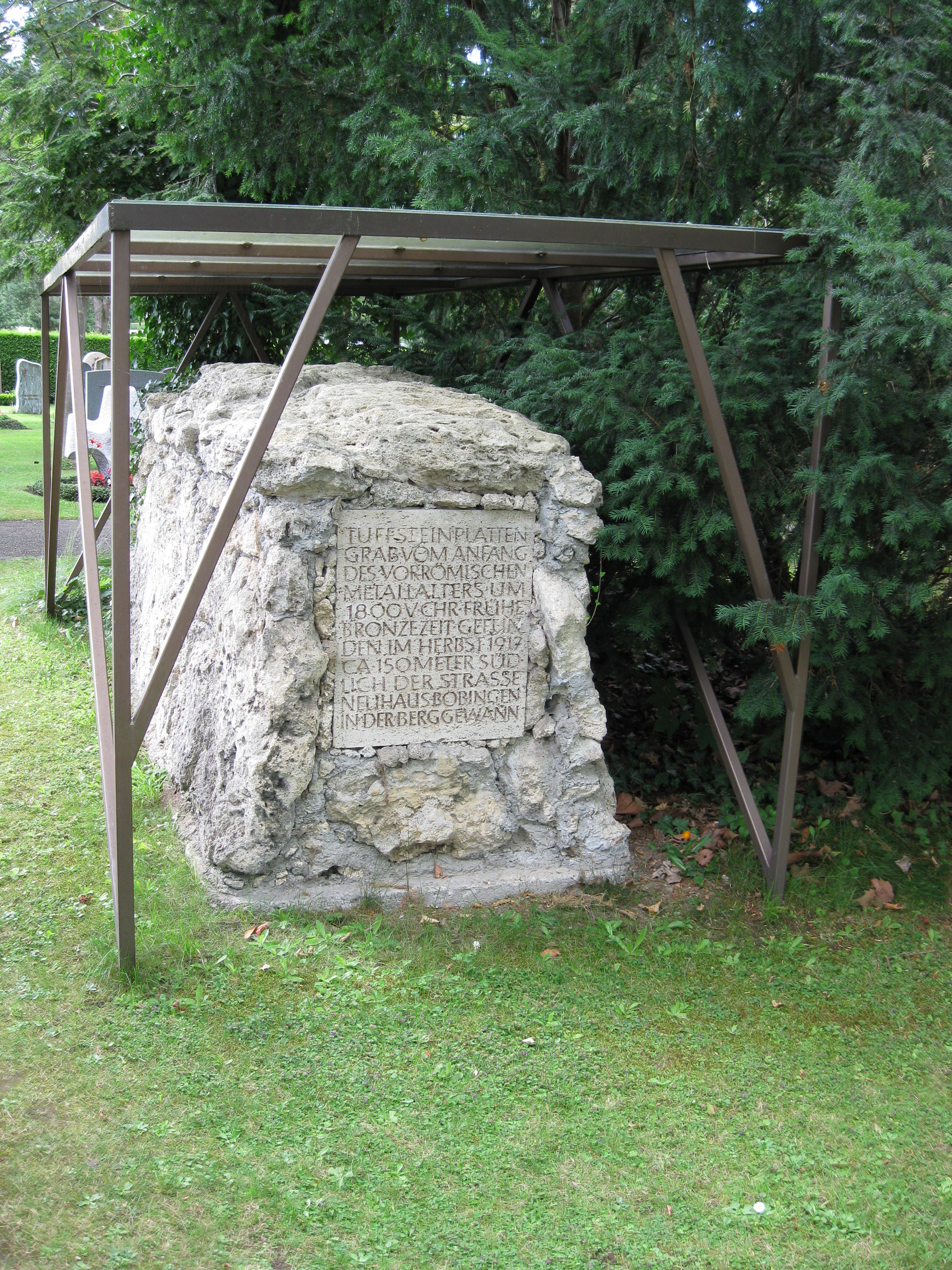
青銅器時代の石棺

### 先史時代、古代
数多くの考古学的出土品が、ケーニヒスブルン地域での定住が早くも新石器時代（紀元前3000年頃）や鐘状ビーカー文化時代（紀元前2300年頃）になされていたことを示している。1917年にケーニヒスブルンの農場で青銅器時代初期の驚くべき発見があった。それはトゥファで造られた、完全な状態の石棺である。
ハルシュタット時代後期（紀元前500年から400年）には、ケルト人がこの土地に住んでいた。現在までにこの村落の約50戸の家が発掘されている。ラエティアのこの辺りに住んでいたケルト人は、ローマ人が「ウィンデリキ族」と呼んだ部族に属していた。
紀元前15年にラエティアにおけるケルト人支配は終結し、この地域にローマ帝国が進出した。この年に現在のケーニヒスブルンの北にローマの軍団基地が設けられ、そこからローマ都市 Augusta Vindelicum が建設された。これは、現在のアウクスブルクにあたる。ローマ時代にケーニヒスブルンに定住者がいたことは、ミトラ教の神殿や多くのローマ時代の農場 (villae rusticae) がこれを示している。46年に整備された、アルプスの北側で最も重要なローマ街道 Via Claudia Augusta はケーニヒスブルンを通ってアウクスブルクに向かっていた。その痕跡を現在もいくつかの場所で見ることができる。現在ケーニヒスブルンは、このローマ街道と同じ名を持つ広域自転車道「Via Claudia Augusta」に面している。

### 中世
ケーニヒスブルンでの入植は、知られている限りでは、ローマ時代の終わりとともに終了した。ローマ人の邸宅や神域などは荒廃し、中世の間に完全に忘れ去られた。オットー王とウルリヒ・フォン・アウクスブルクがハンガリー軍に勝利したレヒフェルトの戦い（955年）は、少なくともその一部はケーニヒスブルン町内で行われたと考えられている。この戦いの結果は、西洋全体にとって重要な意味があった。レヒフェルトの戦いの場所を特定する考古学的知見はまだ得られていない。
ローマ街道 Via Claudia Augusta は荒廃していったが、その一部は引き続き重要な交通路として利用された。17世紀からは、アウクスブルクと、その南に位置する多くの人が訪れる巡礼地クロスターレヒフェルトとの間で利用が増加した。

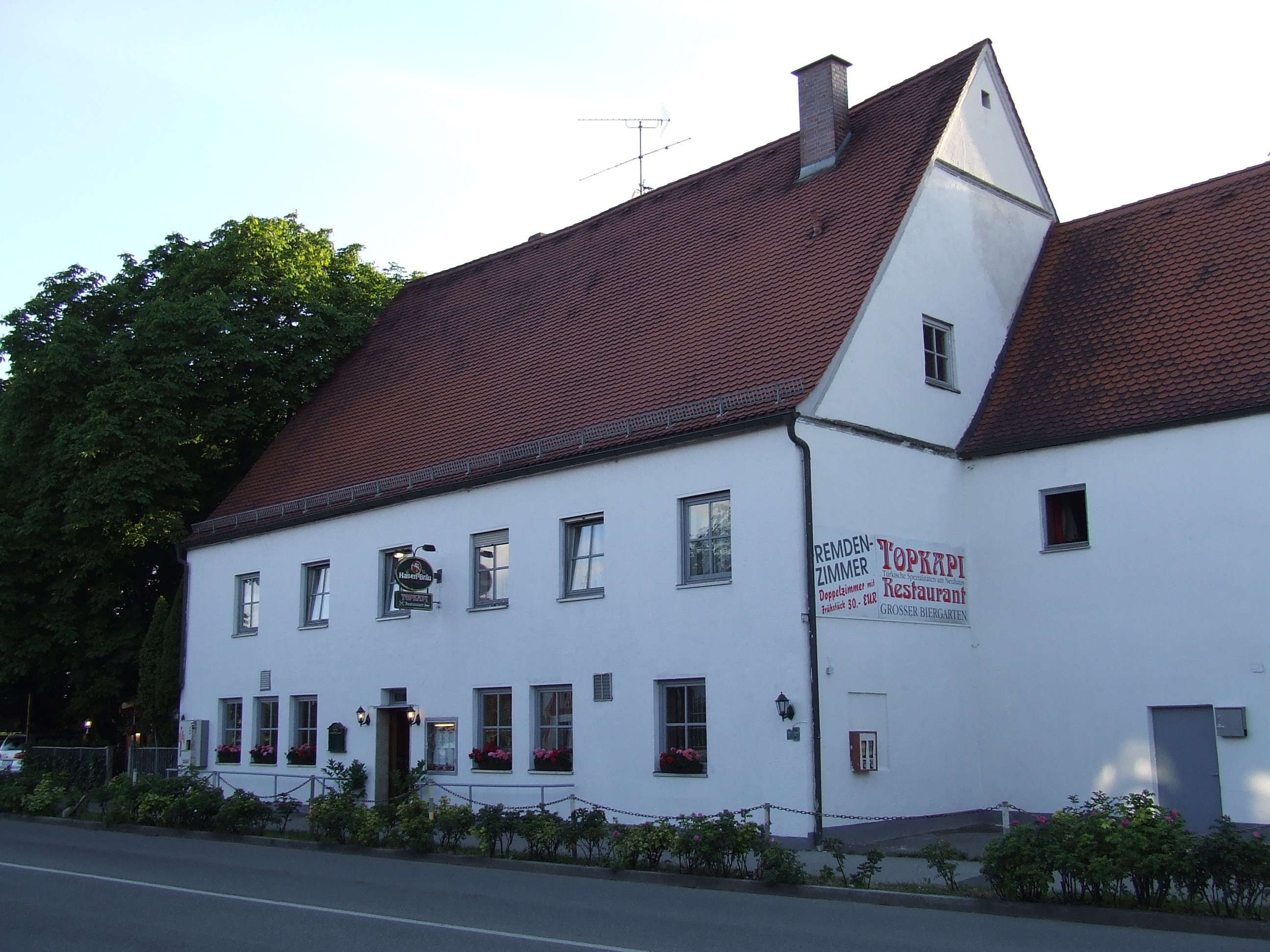
ノイハウス

### 新たな入植
1688年に、現在のケーニヒスブルンの南に税関「ノイハウス」が建設された（現在のランツベルガー通り58番地）。この建物の前で、ジギスムント・フォン・ハプスブルクが建設した新しい街道が Via Claudia から分岐した。この新しい街道はここからまっすぐにクロスターレヒフェルトを通ってランツベルクに通じていた。しかし、通行料を支払う必要があったためほとんど利用されず、主要交通路は引き続き古いローマ街道が担っていた。
税関の建物には馬の交換所や旅館兼食堂「ツーム・レヒフェルトヴィルト」が入居していた。この旅館の主人は、チーズ製造権、パン製造権、肉屋の権利、ビール醸造権を有していた。ハウンシュテッテンとクロスターレヒフェルトとの間の 18 km の行程で唯一の食堂であったため商売は繁盛し、主人は1734年に街道の向かい側にネポムク礼拝堂を建設することができた。このノイハウスは現在もビアガーデンを備えた食堂（トルコ人家族が経営する「トプカピ」）として利用されている。
バイエルン王ルートヴィヒ1世は、御者や巡礼者に水を供給するために、アウクスブルクとクロスターレヒフェルトとの間に3つの泉を建設した。この泉は、旅人や近隣の住民から「ケーニヒスブルネン」（王の泉）と呼ばれるようになった。これがその後の入植の前提条件となり、地名の由来となった。ケーニヒスブルン市の紋章には、赤地に、銀の泉の上に浮かぶ金の王冠が描かれている。
この集落は、長い間もっぱら街道沿いに開発がなされたため、すぐにバイエルンで最も長い（約 7 km）街村に発展した。ケーニヒスブルンの住民は、当時、痩せた石混じりの土地で耕作を行っていた。住民の多くは、ここの安価な土地を買うことができたヴュルテンベルク、ヘッセン、リース、ドナウモースの農家の次男や三男であった。
こうしてボービンゲン農地の辺縁部にコロニー・ケーニヒスブルンが形成された。この集落は1842年に独立した自治体になった。この時点の人口は431人で、このうち237人が子供であった。カトリック信者が多数を占める周辺地域とは異なり、この若い町では入植者の出自により両宗派はほとんど拮抗していた。そのため、ケーニヒスブルンでは当初、様々な施設が二重に造られた。最初のカトリックの学校と最初の福音主義の学校は1846年に設けられた。1848年にプロテスタントの墓地が造られ、カトリックの墓地は1850年に造られた。最初のカトリックの教会堂聖ウルリヒ教会は1855年から1858年に建設された。1859年から1861年に福音主義＝ルター派の聖ヨハネス教会がこれに続いた。両教会堂は同じ建築家が担当し、外観はよく似ている。2つの教会堂は約 1 km 離れており、いずれも古いメインストリート沿いの互いに異なる側に建っている。街村ケーニヒスブルンはその後数十年間、徐々に拡大していった。

### 市への成長
1939年の人口は約3,000人であった。第二次世界大戦後に人口は故郷を逐われた人々の流入によって爆発的に増加した。1948年、当時24歳だったフリッツ・ヴォールファルトがケーニヒスブルンの第1町長に選出された。当時バイエルン州で最も若い首長だった彼は、その後数十年の間町の発展に多大な影響を与えた。
ヴォールファルトは、故郷を逐われた人々によって引き起こされた住宅不足にチャンスを見いだし、住宅建設、学校建設、企業誘致を奨励した。学校については、1954年にケーニヒ＝ルートヴィヒ＝シューレが、1960年にケーニヒ＝オットー＝シューレがそれぞれ完成した。州立中等学校（現在のヴィア＝クラウディア実科学校）は1964年からケーニヒ＝ルートヴィヒ＝シューレ内で授業を行い、1965/66年の学年にシュヴァーベン通りに水泳プールと体育館を備えたキャンパスを得た。数学＝自然科学ギムナジウムは1966年から授業を始め、1971年に2面の体育館と水泳プールを備えた独自の校舎に移った。1967年の市への昇格時点でこの街の人口は約11,000人にまで増加していた。

### 都市としての発展
学習障害児のための学校は1967年に開校した。それに続いてスポーツスタジアム、スポーツ施設、3面の体育館を併設した大規模な障害者学校センターが建設された。ケーニヒスブルンの観光スポットとなるレジャープール「ケーニヒステルメ」（その後取り壊された）とこれに隣接するアイススケート場は1985年に建設された。2001年に「ハリウッド＝ムーヴィープレックス」という名称のシネマコンプレックスが設けられた（現在はシネプレックス連盟傘下にある）。
かつての街村の古いメインストリートが4車線に拡張され、何百本ものセイヨウボダイジュの街路樹が伐採された。この通りは現在もアウクスブルクとランツベルク・アム・レヒとを結ぶ連邦道17号線（B17号線）の旧道部分として都市型アウトバーンに準ずる仕様でこの街を貫いている。1977年にケーニヒスブルンの西をアウトバーン風の高架で通る連邦道B17号線の新ルートが開通した。これ以後ケーニヒスブルンのメインストリートは「旧B17号線」として区別されている。ケーニヒスブルン中心部のさらなる交通緩和のために市の西と東にバイパス道路が建設され、信号機の交差点が環状交差点に改造された。メインストリートの中央部分はビュルガーマイスター＝ヴォールファルト通りと改名され、2003年に聖ウルリヒ教会と聖ヨハネス教会との間が4車線から2車線に減幅、改造された。ケーニヒステルメの西のエリアに新たなスポーツ施設が建設され、展望台兼ソリ遊びの丘「ウルリヒスヘーエ」が設けられた。

## 住民

### 人口推移
1988年から2018年までの間にこの街の人口は20,183人から28,076人へ、7,893人 39.1 % 増加した。
1842年から1987年までの人口推移を以下の表に示す（1987年の町域における人口である）。
| 人口推移 | 人口推移 | 人口推移 | 人口推移 | 人口推移 | 人口推移 | 人口推移 | 人口推移 | 人口推移 | 人口推移 | 人口推移 | 人口推移 | 人口推移 | 人口推移 | 人口推移 |
| -------- | -------- | -------- | -------- | -------- | -------- | -------- | -------- | -------- | -------- | -------- | -------- | -------- | -------- | -------- |
| 年       | 1842     | 1900     | 1939     | 1950     | 1961     | 1970     | 1987     | 1991     | 1995     | 2000     | 2005     | 2010     | 2015     | 2020     |
| 人口     | 431      | 1,954    | 3,026    | 4,564    | 7,215    | 12,796   | 19,231   | 22,607   | 25,038   | 26,539   | 27,551   | 27,406   | 27,772   | 28,075   |

### 宗教
ケーニヒスブルン住民の約半数がローマ＝カトリック、約1/4が福音主義を信仰している。残りの約1/4はその他の宗教を信仰しているか無宗教である。2008年からケーニヒスブルンには、仏教タンマガーイ派の中心的施設タンマガーイ寺院バイエルンがある。

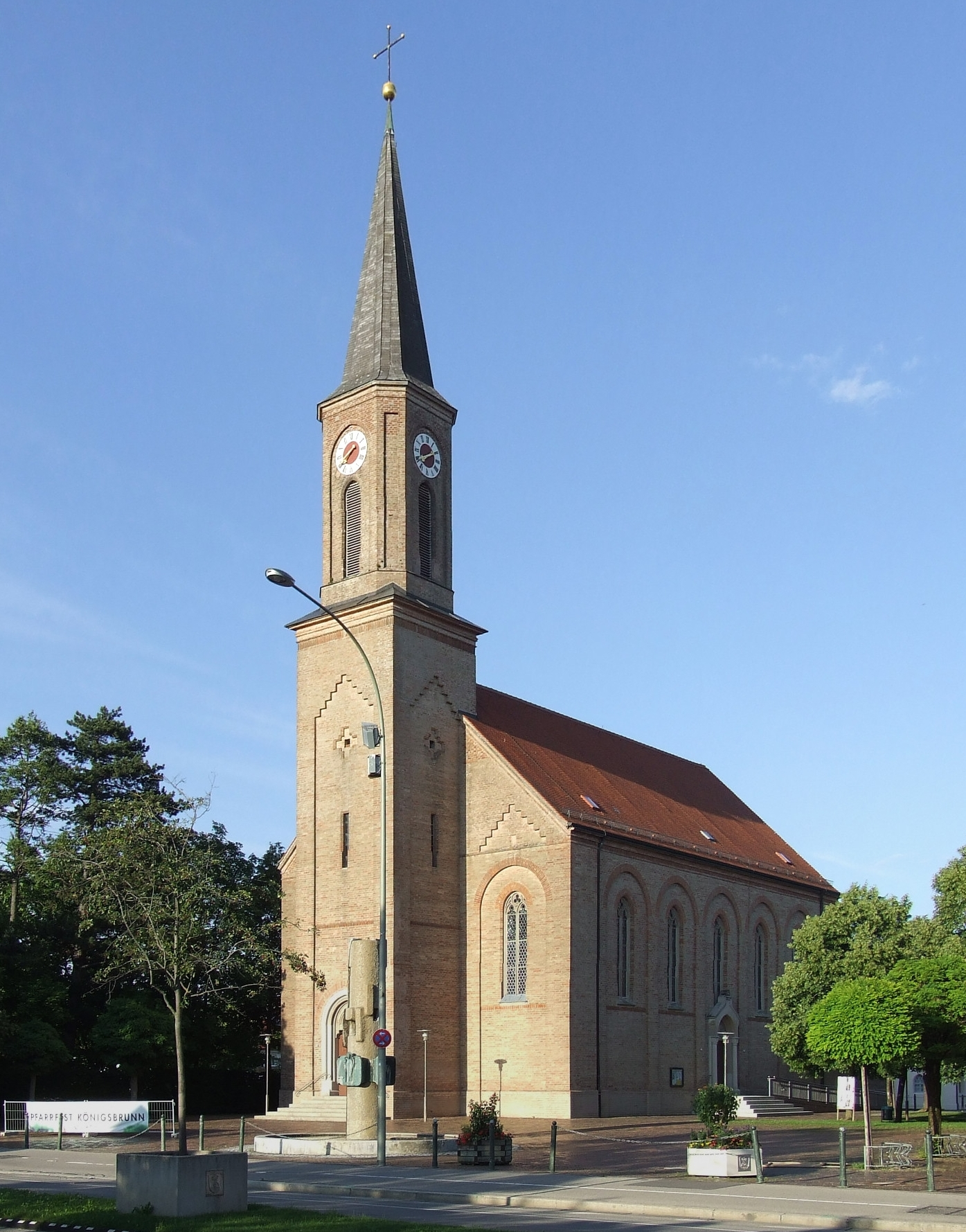
聖ウルリヒ教会

#### 教会
- カトリックの教区教会 聖ウルリヒ教会
- カトリックの教区教会 神の摂理教会、1966年から1971年にユストゥス・ダヒンデンによって建設された。
- カトリックの教区教会 十字架の下のマリア教会
- 福音主義 聖ヨハネス教会

カトリックの3つの教区教会は2004年秋以降、教区共同体を形成している。

## 行政

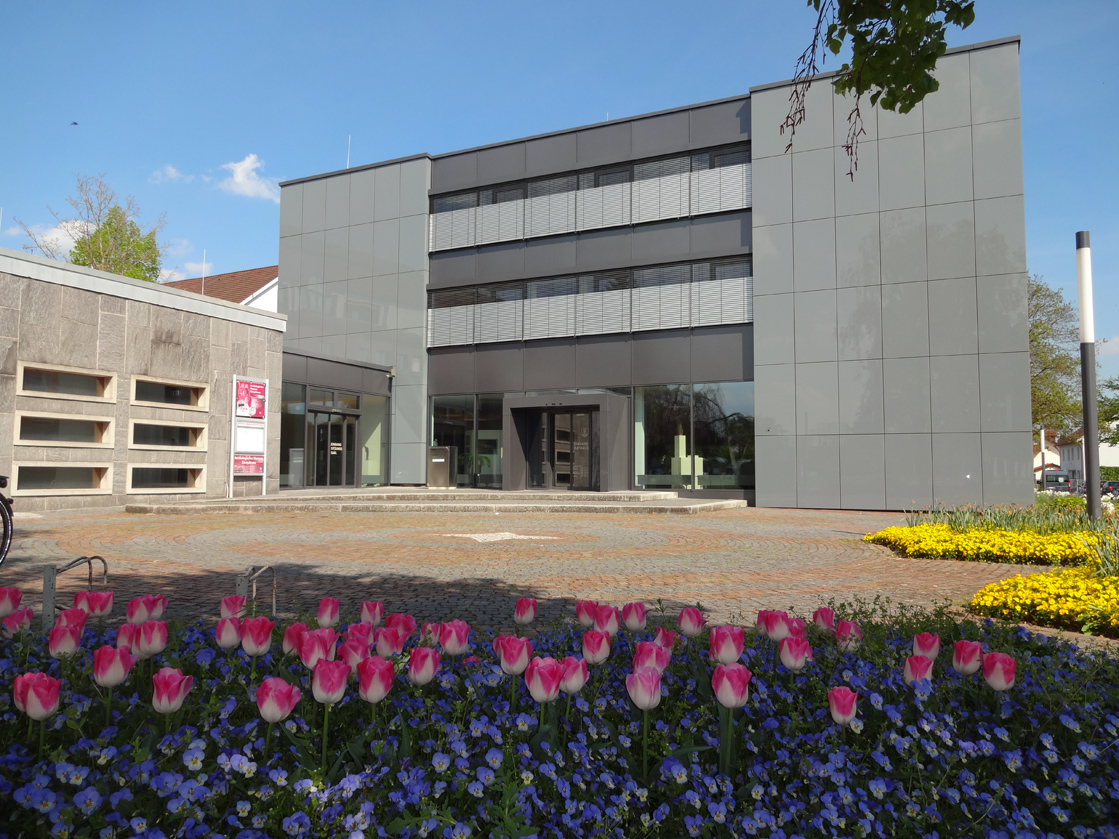
ケーニヒスブルン市庁舎

### 議会
ケーニヒスブルンの市議会は30議席の議員と首長で構成される。

### 首長
第二次世界大戦後の首長を以下に列記する。
- 1945年: ヘルマン・ハーゲット
- 1945年-1948年: クサヴァー・ザルファモーザー
- 1948年-1984年：フリッツ・ヴォールファルト（FWG、1956年からCSU）
- 1984年-1996年: アダム・メッツナー (CSU)
- 1996年-2014年: ルートヴィヒ・フレーリヒ（CSU、2013年からFWG）
- 2014年- : フランツ・ファイクル (CSU)

### 紋章
図柄: 赤地。紋章の下縁から描かれる銀の汲み井戸の上に浮かぶ金の王冠。
紋章の由来: ケーニヒスブルンの紋章は、その名を表す紋章であり、王の泉 (ドイツ語: der Brunnen des Königs) が描かれている。1833年にここに井戸が設けられ、食堂に立ち寄るつもりのない旅人が水を得ることができた。紋章の主たる配色の赤と銀は、1803年の世俗化まで現在のケーニヒスブルン市にあたる領域がアウクスブルク司教領であったことを示している。
この紋章は1959年から用いられている。

### 姉妹都市
- ラブ（クロアチア語版、英語版）（クロアチア、プリモリェ＝ゴルスキ・コタル郡ラブ島）1996年[12]

## 文化と見所

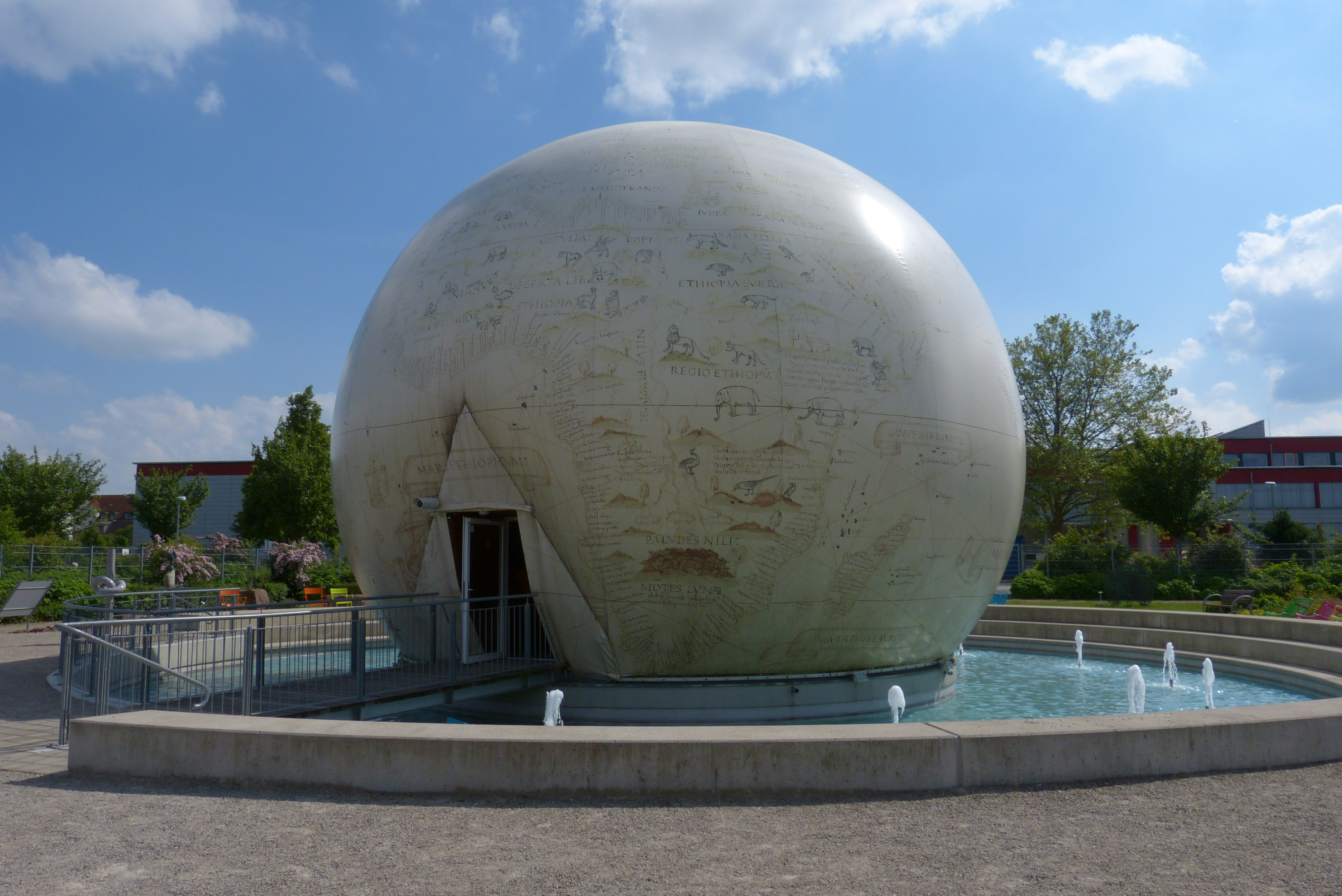
メルカテウム

### 見所
- ケーニヒスブルン考古学博物館

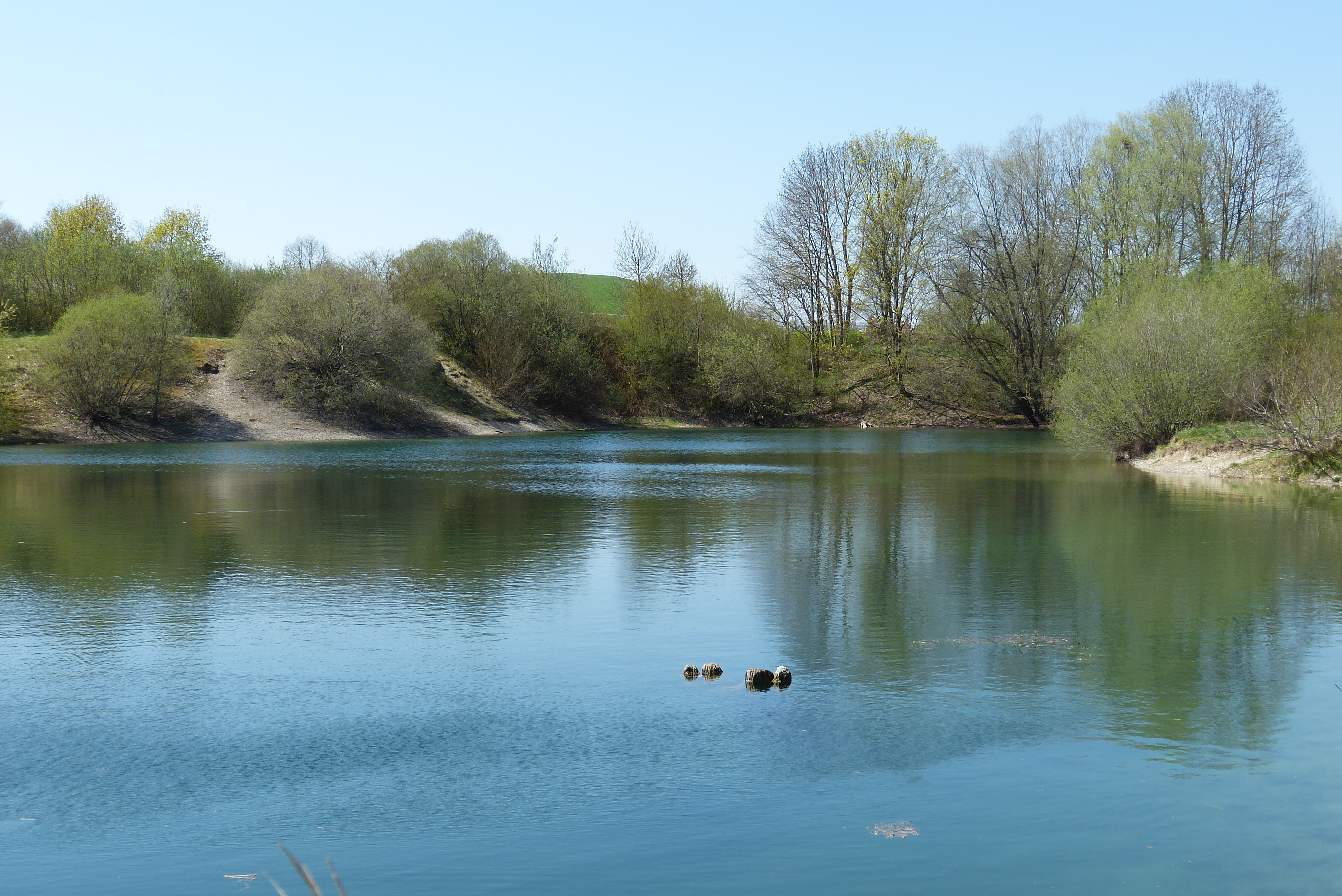
ギムナジウムス池

- ミトレウム（古代ローマの神域、市立墓地内）
- レヒフェルト博物館（民俗文化コレクション。1945年/1946年に北ボヘミアのリーベナウ、現在のチェコ共和国ホドコヴィツェ・ナト・モヘルコウ（チェコ語版、英語版）から追放された住民の郷土室を含む）
- メルカテウム（世界最大の歴史的地球儀）

レジャー・体験プール「ケーニヒステルメ」（1984年-2015年）は、長年にわたって本市最大の見所であった。一時は年間来客数10万人を記録した。

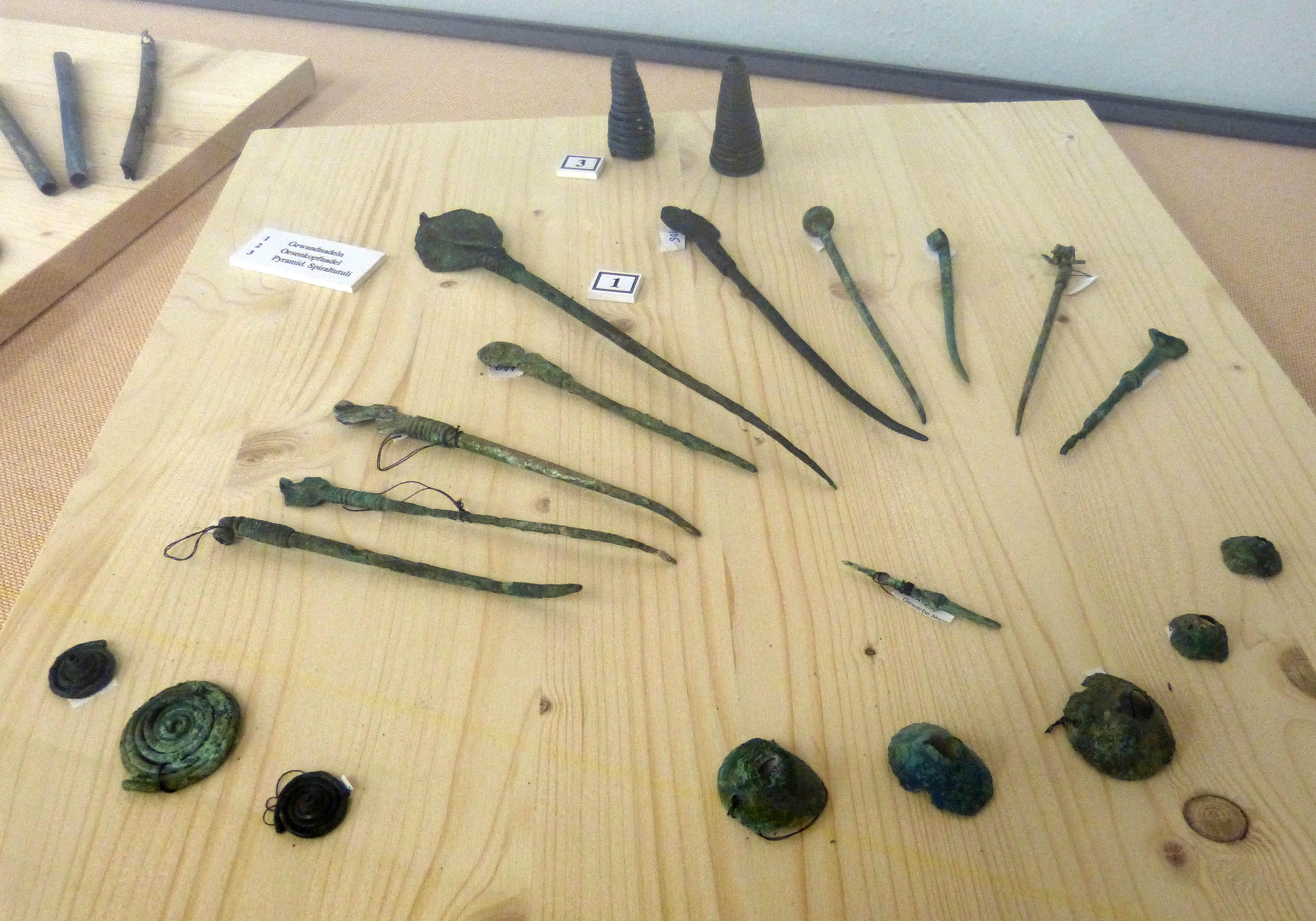
ケーニヒスブルン考古学博物館の青銅器時代の出土品展示

### 自然と水域
- ケーニヒスブルンナー・ハイデ、レヒタールハイデン（アウクスブルクの市域）
- イルゼ湖（アウクスブルクの市域）
- ギムナジウムス池、ハウスライター池、ヘルマン池、ヒンター湖、クリング池、ペトリ池
- レヒ川、マンディホ湖（ケーニヒスブルンの市域には接していない）
- ロッホバッハ川（ケーニヒスブルンの市域を流れてはいない）
- ロッホバッハアンシュティヒに近いレヒアウヴァルト・バイ・ウンターベルゲン内のアウエン湖（シュミーヒェンの町域）
- 市南部のいくつかの釣り池。たとえば、レーマー湖やアレマネン湖（ともにオーバーロットマールスハウゼンの町域）

### スポーツ
- DEC タイガース・ケーニヒスブルン（女子アイスホッケー、1987年-2006年）
- EHC ケーニヒスブルン（アイスホッケー、1951年に TSV ケーニヒスブルンとして設立され、1991年から ESV ケーニヒスブルン、2013年から EHC ケーニヒスブルンと称している）
- ケーニヒスブルン・アンツ（アメリカン・フットボール、1983年にアウクスブルク・アンツとして設立され、1987年からケーニヒスブルンを拠点としている）
- TSV ケーニヒスブルンの卓球部門（1963年設立。2018/19年シーズン現在 TT-バイエルンリーグに参加している。スポーツ・プロ・ゲズントハイトのライセンス保持者）
- SV Türkgücü ケーニヒスブルン（サッカー、男子第1チームはベツィルクスリーガ・シュヴァーベン南地区、女子チームはクライスリーガ・アウクスブルク南地区に参加している）[13]

### パズルの日
2004年9月26日に市はラーフェンスブルガーAGと共同で第1回ドイツ・パズルの日を開催し、ジグソーパズルの世界最長記録がギネスブックに記録された。
2006年9月17日にケーニヒスブルンは、ブクステフーデと対抗する形で第2回パズルの日を開催した。両市は5時間以内に5000個の様々な大きさのジグソーパズルを完成させることを競った。ケーニヒスブルンは 2.5 km のパズルを完成させ、ブクステフーデを 600 m 上回った。約100万ピースが使われ、5000個のパズルの約 90 % が完成され、この結果は再びギネスブックに登録された。

## 経済と社会資本

### 教育
以下の教育機関がある。
- 基礎課程学校 3校
- 中等学校
- 実科学校
- ギムナジウム
- 養護センター フリッツ＝フェルゼンシュタイン＝シューレ[15]
- 養護センター ブルネンシューレ
- 特別教育養護センター クリストフォルス＝シューレ

### 交通

#### 道路交通
ケーニヒスブルンは、アウクスブルクの南、連邦道17号線沿いに位置している。アウクスブルクの中心街までは約15分、連邦アウトバーン8号シュトゥットガルト - ミュンヘン線あるいは連邦アウトバーン96号リンダウ - ミュンヘン線へは約20分、アウクスブルク飛行場へは約30分、ミュンヘンおよびミュンヘン空港へは約1時間で到着する。

#### 鉄道交通
ケーニヒスブルンは2021年12月半ばまでバイエルン州で最大の鉄道旅客運行のない都市であった。最寄りの駅は、アウクスブルク、キッシング、メーリング、ボービンゲン、オーバーオットマールスハウゼンにあった。
2021年12月12日、アウクスブルク市電3号線がアウクスブルクのイニンガー・シュトラーセ P+R（パーク・アンド・ライド）からケーニヒスブルン・ツェントルムまで延伸された。このプロジェクトは40年以上前からコンセプトが提案されており、計画された路面電車の軌道用地は都市建設の際も手つかずにされていた。2019年からケーニヒスブルンへ向けての延伸工事が始まった。その前段階として計画された市電の終点には大きなバスの乗り換えターミナル「ツェントルム」が設けられ、2021年12月の市電運行開始後も大規模な改造なしで、市電の停留所として利用することができた。

#### 路線バス
アウクスブルク市電延伸以前は、アウクスブルク運賃・交通連盟の路線バスがケーニヒスブルンの旅客近郊交通を担っていた。733番のバスがアウクスブルク＝ハウンシュテッテン・ノルト（アウクスブルク市電2号線の終点）とケーニヒスブルンとを結んでいた。これを補完する734番のバスにより、この区間ではラッシュ時には15分間隔の運行が可能であった。735番のバスはケーニヒスブルンとイニンガー・シュトラーセ（市電3号線の終点）とを結んでいた。アウクスブルク中心街との唯一の直通路線が、連邦道17号線経由でアウクスブルク中央駅とケーニヒスブルンとを結ぶ高速バス740番であった。2021年12月の市電開通によりケーニヒスブルンの都市バスコンセプトが刷新された（新たに810、820、830、840番路線が設けられた）。高速バス740番は後継路線のないまま廃止された。ケーニヒスブルンとメーリング駅とを結ぶ路線（100番）、ボービンゲン駅への路線（735/782番）は引き続き存続し、郡南部への臨時接続路線（730/731番）も存在する。

### 役所とセキュリティ関連組織

#### 警察
ケーニヒスブルンを管轄しているのはボービンゲン警察署である。

#### 救急サービス
ケーニヒスブルンへの救急車は通常ボービンゲン、アウクスブルク＝ハウンシュテッテン、メーリングから出動してくる。かつてケーニヒスブルンにあった救急監視所はバイエルンの救急サービスの傾向・構造分析（TRUST-報告書）に基づき廃止された。新たになされた報告に基づき、2020年10月1日から、07:00から00:00までケーニヒスブルン市域内に救急車が再び配備されることになった。この救急車は、民間の救急サービス企業ボイエルレ・アンビュランツによって運用されている。

#### 消防
ケーニヒスブルン消防団は1873年に創設された。
ケーニヒスブルン消防団の消防署には消防車と救助車両が配備されている。ケーニヒスブルン消防団の合計10台の車両は、救急サービスと同様に、アウクスブルク統合指令所からの通報を受けている。主な出動地域はケーニヒスブルン市内である。しかし要請を受けてボービンゲン、オーバーオットマールスハウゼン、メーリングなどへ支援に行くこともある。
平均するとケーニヒスブルンには年間250件から300件の通報がある。

## 人物

### ゆかりの人物
- ダリウス・カンパ（ドイツ語版、英語版）（1977年 - ）サッカー選手
- アレクサンダー・ポラチェク（ドイツ語版、英語版）（1980年 - ）アイスホッケー選手
- マルクス・トラント（ドイツ語版、英語版）（1981年 - ）サッカー選手
- ジェローム・フラーケ（ドイツ語版、英語版）（1990年 - ）アイスホッケー選手